# Euphyllia
Az Euphyllia a virágállatok (Anthozoa) osztályának kőkorallok (Scleractinia) rendjébe, ezen belül az Euphylliidae családjába tartozó nem.
Családjának a típusneme.

## Rendszerezés
A nembe az alábbi 9 elfogadott faj tartozik:
- Euphyllia ancora Veron & Pichon, 1980
- Euphyllia baliensis Turak, Devantier & Erdman, 2012
- Euphyllia cristata Chevalier, 1971
- Euphyllia divisa Veron & Pichon, 1980
- ikrás kőkorall (Euphyllia glabrescens) (Chamisso & Eysenhardt, 1821) - típusfaj
- Euphyllia paraancora Veron, 1990
- Euphyllia paradivisa Veron, 1990
- Euphyllia paraglabrescens Veron, 1990
- Euphyllia yaeyamaensis (Shirai, 1980)

A fenti elfogadott fajok mellett, még van 2 nomen dubium és 1 nomen nudum is:
- Euphyllia fimbriata (Spengler, 1799) (nomen dubium)
- Euphyllia plicata (Milne Edwards & Haime, 1848) (nomen dubium)
- Euphyllia grandiseptata Latypov, 2011 (nomen nudum)

Korábban még 14 másik taxonnév is idetartozott, azonban azok a fentiek szinonimáinak bizonyultak, vagy át lettek helyezve más korallnemekbe.